# Olympische Sommerspiele 2008/Kanu – Zweier-Kajak 1000 m (Männer)
Die Wettkämpfe im Zweier-Kajak über 1000 Meter bei den Olympischen Sommerspielen 2008 wurden vom 18. bis zum 22. August 2008 auf der Rennstrecke im Olympischen Ruder- und Kanupark Shunyi ausgetragen und endeten mit dem Sieg des deutschen Bootes von Martin Hollstein und Andreas Ihle.

## Ergebnisse

### Vorläufe
Bei den zwei Vorläufen am 18. August erreichten die jeweils drei schnellsten Boote direkt das Finale; die restlichen Boote, bis auf das disqualifizierte schwedische Team kamen in den Halbfinallauf.

#### Vorlauf 1
| Rang | Athleten                              | Nation      | Zeit         | Bemerkung  |
| ---- | ------------------------------------- | ----------- | ------------ | ---------- |
| 1    | Martin Hollstein Andreas Ihle         | Deutschland | 3:15,987 min | Finale     |
| 2    | Kim Wraae Knudsen René Holten Poulsen | Dänemark    | 3:18,709 min | Finale     |
| 3    | Philippe Colin Cyrille Carré          | Frankreich  | 3:18,968 min | Finale     |
| 4    | Kevin De Bont Bob Maesen              | Belgien     | 3:21,604 min | Halbfinale |
| 5    | Shen Jie Huang Zhipeng                | China       | 3:26,443 min | Halbfinale |
| 6    | José Giovanni Ramos Gabriel Rodríguez | Venezuela   | 3:31,569 min | Halbfinale |
| —    | Markus Oscarsson Anders Gustafsson    | Schweden    | —            | DSQ        |

#### Vorlauf 2
| Rang | Athleten                          | Nation     | Zeit         | Bemerkung  |
| ---- | --------------------------------- | ---------- | ------------ | ---------- |
| 1    | Zoltán Kammerer Gábor Kucsera     | Ungarn     | 3:17,636 min | Finale     |
| 2    | Adam Seroczyński Mariusz Kujawski | Polen      | 3:18,282 min | Finale     |
| 3    | Andrea Facchin Antonio Scaduto    | Italien    | 3:18,897 min | Finale     |
| 4    | Mike Walker Steven Ferguson       | Neuseeland | 3:19,167 min | Halbfinale |
| 5    | Krists Straume Kristaps Zaļupe    | Lettland   | 3:23,198 min | Halbfinale |
| 6    | Mika Hokajärvi Kalle Mikkonen     | Finnland   | 3:23,475 min | Halbfinale |
| 7    | Steven Jorens Ryan Cuthbert       | Kanada     | 3:29,037 min | Halbfinale |

### Halbfinale
Die drei schnellsten Boote des Halbfinals erreichten den Endlauf.
| Rang | Athleten                              | Nation     | Zeit         | Bemerkung |
| ---- | ------------------------------------- | ---------- | ------------ | --------- |
| 1    | Krists Straume Kristaps Zaļupe        | Lettland   | 3:23,408 min | Finale    |
| 2    | Mike Walker Steven Ferguson           | Neuseeland | 3:23,511 min | Finale    |
| 3    | Shen Jie Huang Zhipeng                | China      | 3:24,031 min | Finale    |
| 4    | Kevin De Bont Bob Maesen              | Belgien    | 3:24,148 min |           |
| 5    | Steven Jorens Ryan Cuthbert           | Kanada     | 3:26,635 min |           |
| 6    | Mika Hokajärvi Kalle Mikkonen         | Finnland   | 3:27,018 min |           |
| 7    | José Giovanni Ramos Gabriel Rodríguez | Venezuela  | 3:27,423 min |           |

### Finale
Beim Sieg des deutschen Duos kamen die Polen auf Platz vier ins Ziel, wurden allerdings wegen Clenbuterol-Dopings von Adam Seroczyński disqualifiziert.
| Rang | Athleten                              | Nation      | Zeit         | Bemerkung |
| ---- | ------------------------------------- | ----------- | ------------ | --------- |
| 1    | Martin Hollstein Andreas Ihle         | Deutschland | 3:11,809 min |           |
| 2    | Kim Wraae Knudsen René Holten Poulsen | Dänemark    | 3:13,580 min |           |
| 3    | Andrea Facchin Antonio Scaduto        | Italien     | 3:14,750 min |           |
| 4    | Zoltán Kammerer Gábor Kucsera         | Ungarn      | 3:15,049 min |           |
| 5    | Mike Walker Steven Ferguson           | Neuseeland  | 3:15,329 min |           |
| 6    | Philippe Colin Cyrille Carré          | Frankreich  | 3:16,532 min |           |
| 7    | Krists Straume Kristaps Zaļupe        | Lettland    | 3:19,387 min |           |
| 8    | Shen Jie Huang Zhipeng                | China       | 3:22,058 min |           |
| —    | Adam Seroczyński Mariusz Kujawski     | Polen       | 3:14,828 min | DSQ       |